# もう春だね
「もう春だね」（もうはるだね）は、友部正人が1972年7月15日にURCレコードから発売した唯一のシングルレコード。次作からは、ジャパンレコードに移籍する。

## 解説
1972年5月に大阪天王寺公園野外音楽堂で開催されたライブ「春一番」での音源を収録したもの。

## 収録曲
作詞・作曲：友部正人

### Side:A
- もう春だね（春一番コンサート実況盤） –  (4:40)

### Side:B
- 乾杯（春一番コンサート実況盤） –  (5:10)

## レコーディング・メンバー
- 演奏・唄：友部正人

### スタッフ
- プロデュース：秦政明
- ミキサー：吉野金次
- 写真：川仁忍